# Хютте, Александр Евгеньевич
Александр Евгеньевич Хютте (род. 29 сентября 1988) — российский легкоатлет, специализирующийся в беге на короткие дистанции. 4-кратный чемпион России в беге на короткие дистанции. Победитель Командного чемпионата Европы в 2011 году.

## Биография
Чемпион России 2010 года.
Победитель Командного чемпионата Европы 2011 года, Стокгольм.
Чемпион России 2013 года. 
Серебряная медаль Командного Чемпионата Европы 2013 года, Брауншвейг.
На Универсиаде 2013 года был лишь 12-м с результатом 21.14 с на 200-метровке.
На чемпионате мира по лёгкой атлетике 2013 года не смог пробиться в полуфинал, финишировав шестым в предварительном забеге.

## Происшествия
В апреле 2017 года было объявлено о четырехлетней дисквалификации Хютте за нарушение антидопинговых правил. После этого стал информатором WADA и обвинял коллег в применении допинга.
В июне 2022 года избил женщину и мужчину в подъезде своего дома в Санкт-Петербурге. В июне 2023 года его приговорили к двум годам колонии за драку в подъезде (неясно идет ли речь о том же самом случае).